# Jeannine Meulemans
Jeannine Meulemans, née le 30 mars 1951 à Malines, est une judokate belge. 
Elle est médaillée de bronze aux Championnats d'Europe de judo 1977 à Arlon en catégorie des moins de 56 kg ainsi qu'aux Championnats du monde de judo 1980 à New York.